# Stämgaffel

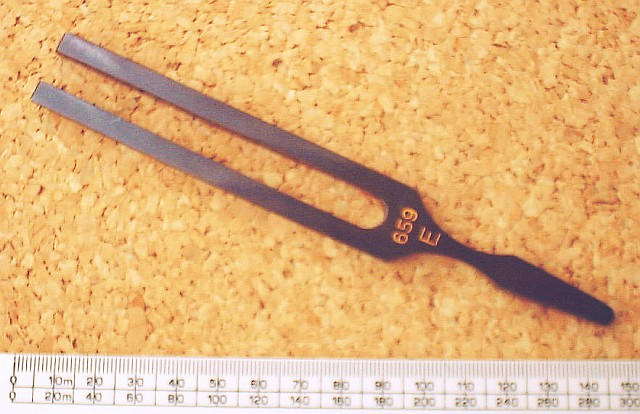
Stämgaffel – E – 659 Hertz.

Stämgaffeln är ett enkelt redskap för att frambringa en fast tonhöjd. Den består av en U-formad metallbit med ett litet handtag och två långa skänklar. När gaffeln slås mot något sätts skänklarna i vibration, vilket skapar en svag, sinusliknande ton. Efter en tid ger en stämgaffel ifrån sig bara en frekvens, vilket gör den lämplig att ge referens- eller stämton när man stämmer instrument och för att ge ton vid a cappella-sång.

## Historia
Stämgaffeln uppfanns av den engelske lutspelaren John Shore år 1711.

## Användning
Eftersom stämgaffeln inte har någon egentlig resonanskropp, är ljudet från den mycket svagt. För att uppfatta tonen måste den hållas nära, eller mot huvudet. Ett vanligt sätt är att hålla den mot kindbenet. Det gör att den kan användas under pågående konserter utan att höras för publiken.
Man kan också placera gaffeln mot något som ger resonans, till exempel en låda. Lådan fungerar då som en slags förstärkare till ljudet från stämgaffeln.
I sångsammanhang har stämgaffeln stor användning, medan dess funktion vid stämning av instrument allt oftare har ersatts med stämapparater.

## Typer
Den vanligaste frekvensen är 440 Hz, fast även varianter i 442 eller 444 Hz förekommer. Alla dessa tre används för att intonera ett ettstruket a. Andra tonhöjder förekommer sporadiskt.

## Härledning av frekvensen
Stämgaffelns frekvens beror på dess dimensioner och materialet den är gjord av:
{\displaystyle f_{n}={\frac {1}{2\pi }}\beta _{n}^{2}{\sqrt {\frac {EI}{\rho A}}}}
{\displaystyle f_{1}={\frac {1}{2\pi }}{\frac {3.5160}{L^{2}}}{\sqrt {\frac {EI}{\rho A}}}}
där:
- {\displaystyle f_{n}} är stämgaffelns n:te delton, {n=1,2,3...}
- {\displaystyle \beta _{n}} är den n:te positiva roten av {\displaystyle cos(\beta _{n}L)cosh(\beta _{n}L)=-1}, som följer av gränsvillkoren till skänklarnas konsolbalkstruktur.[4]
- A är tvärsnittsarean på skänklarna
- L är längden på skänklarna
- E är materialets elasticitetsmodul
- {\displaystyle I} är materialets böjtröghetsmoment
- ρ är materialets densitet